# 漫洼乡
漫洼乡，是中华人民共和国甘肃省定西市临洮县下辖的一个乡镇级行政单位。

## 行政区划
漫洼乡下辖以下地区：
广丰村、老地沟村、簸箕台村、漫洼村、羊圈沟村、抗日湾村、龙金村、新窑村、三岘村、红庄村和百花村。